# Mercedes-Benz OM642

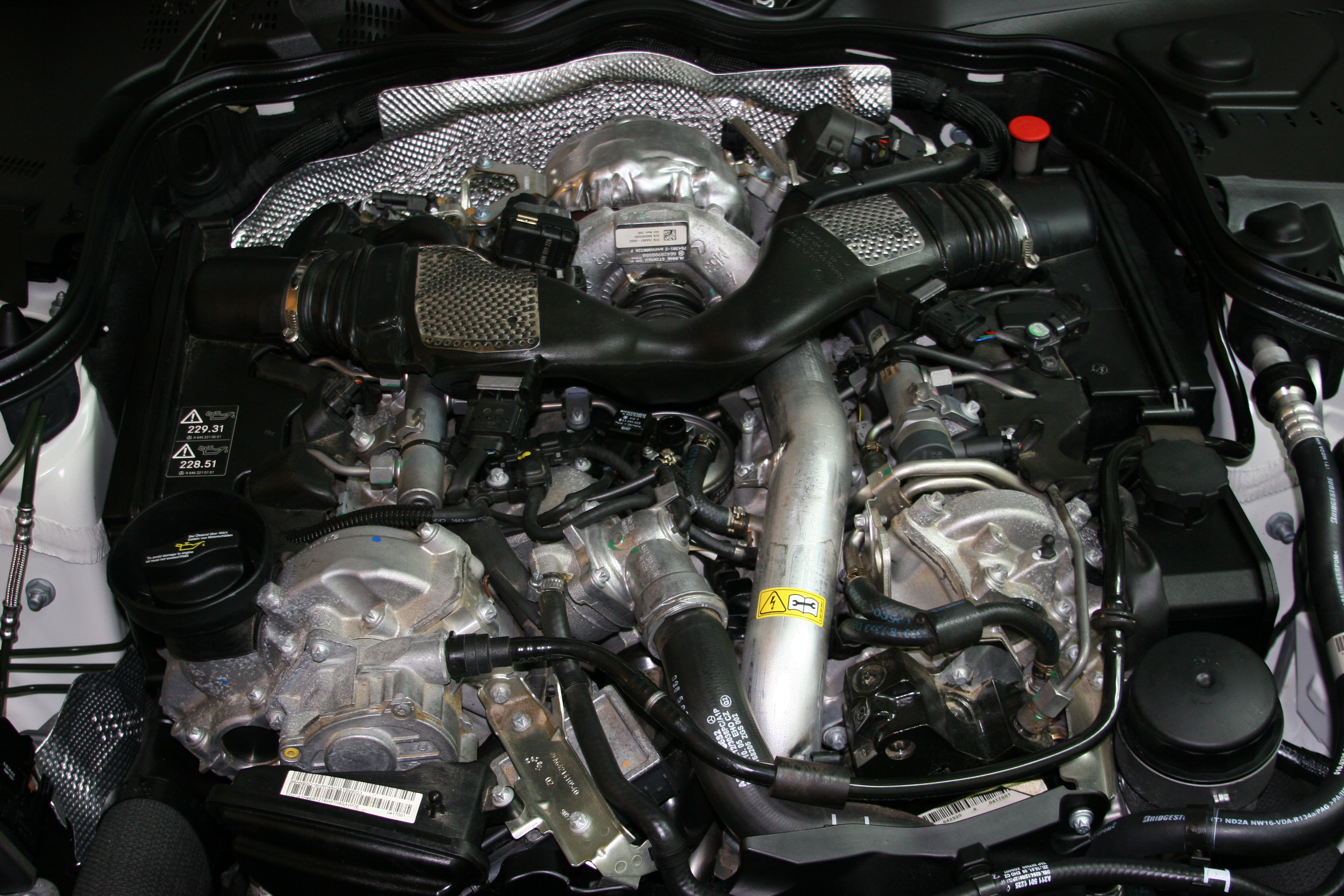
Mercedes-Benz OM 642

La sigla OM642 identifica un motore Diesel prodotto a partire dal 2005 dalla casa automobilistica tedesca Mercedes-Benz.

## Profilo e caratteristiche

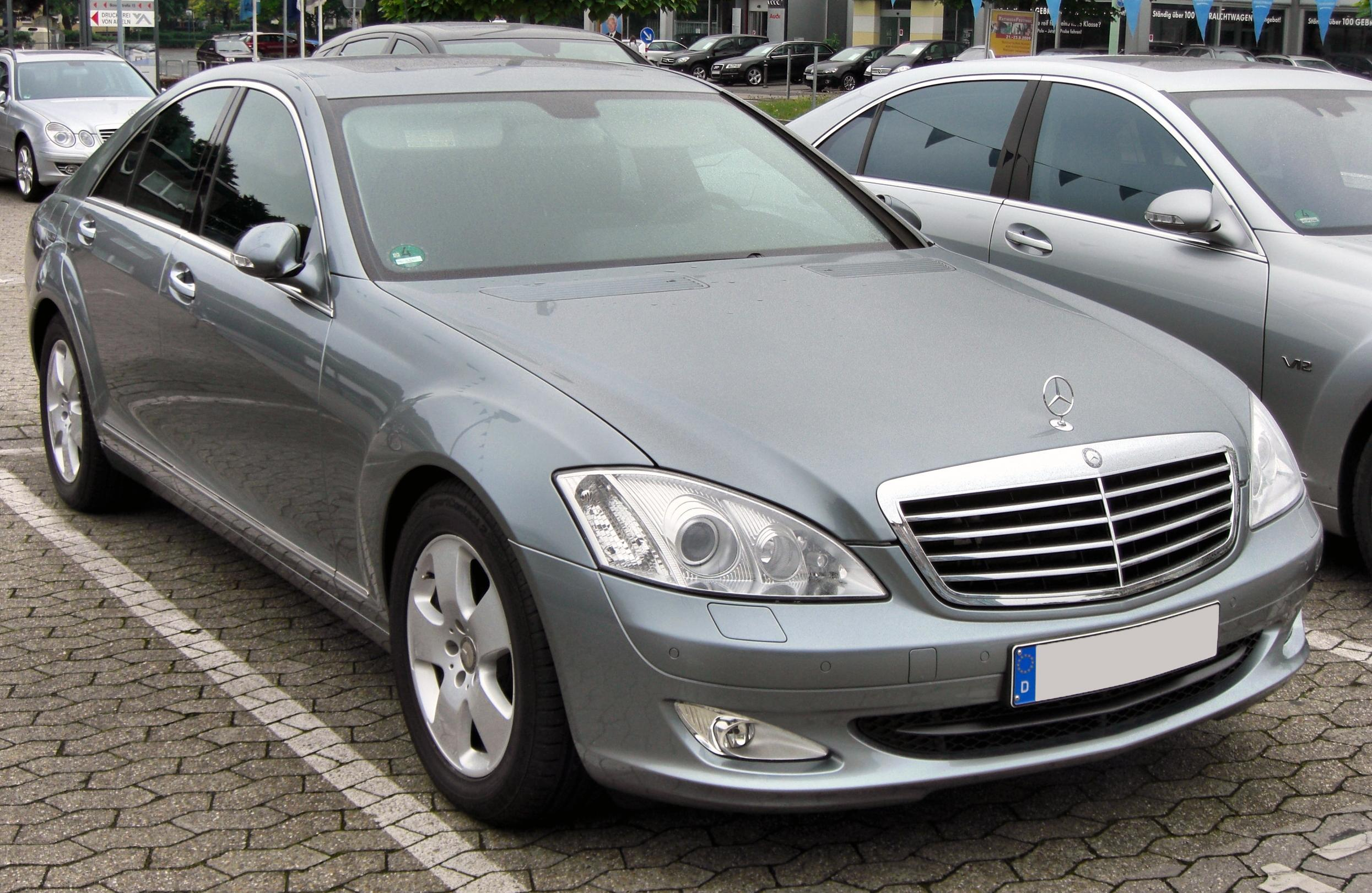
Il 3 litri OM642 è stato montato anche sulla Mercedes-Benz W221 classe S

Questo motore è un 3 litri turbodiesel common rail che va a sostituire due precedenti motori, vale a dire il motore OM647 da 2.7 litri (5 cilindri) ed il motore OM648 da 3.2 litri (6 cilindri). In questo caso, si tratta di un V6 bialbero realizzato interamente in lega di alluminio. Le sue caratteristiche principali sono:
- architettura generale di tipo V6;
- angolo di 72° tra le bancate;
- monoblocco e testate in lega di alluminio;
- alesaggio e corsa: 83x92 mm;
- cilindrata: 2987 cm³;
- distribuzione a due assi a camme in testa per bancata;
- testate a quattro valvole per cilindro;
- alimentazione ad iniezione diretta con tecnologia common rail;
- pressione di alimentazione: 1600 bar;
- sovralimentazione mediante un turbocompressore a geometria variabile;
- albero a gomiti su 4 supporti di banco.

Il motore OM642 è stato proposto in più varianti di potenza, che differiscono tra loro per fattori come l'elettronica di gestione, il sistema di alimentazione, il più o meno alto grado di prestanza del turbocompressore, la differente fasatura, il rapporto di compressione ed il tipo di dispositivi periferici del motore stesso. Tra le varie applicazioni del motore OM642, figurano anche alcuni modelli di marchi appartenenti alla Chrysler. Va ricordato infatti che durante la fase di progettazione di questo motore, ma anche al momento del suo debutto, la Chrysler era ancora unita alla Daimler nel gruppo DaimlerChrysler, poi scioltosi nel 2007.

Gli sviluppi più recenti e moderni basati sul motore OM642 hanno visto l'applicazione della tecnologia BlueTEC, ossia l'utilizzo di un piccolo serbatoio contenente un liquido a base di urea, denominato appunto AdBlue, e che a piccole dosi viene iniettato all'interno del catalizzatore della vettura, cosicché una gran parte degli ossidi di azoto in uscita dai collettori di scarico del motore vanno a mescolarsi con tale sostanza dando luogo a gas innocui (azoto e vapore acqueo) in uscita dal tubo di scarico della vettura. Le Mercedes-Benz equipaggiate con tale sistema portano la denominazione di BlueTEC.

### Caratteristiche ed applicazioni
Di seguito vengono riportate le varie caratteristiche delle diverse varianti del motore OM642:
| Motore OM642     |                          |                |                |                                                         |                    |
| Versione         | Rapporto di compressione | Potenza CV/rpm | Coppia Nm/rpm  | Applicazioni                                            | Anni di produzione |
| OM642DE30LA red. | -                        | 184/3800       | 400/ 1600-2600 | Mercedes-Benz G 300 CDI Professional                    | 2010-15            |
| OM642DE30LA red. | -                        | 184/3800       | 400/ 1600-2600 | Mercedes-Benz Sprinter 218/318/418/518 CDI W906         | 2006-09            |
| OM642DE30LA red. | 17.7                     | 190/4000       | 440/ 1400-2800 | Mercedes-Benz E 280 CDI W211                            | 2006-09            |
| OM642DE30LA red. | 17.7                     | 190/4000       | 440/ 1400-2800 | Mercedes-Benz R 280 CDI W251                            | 2006-09            |
| OM642DE30LA red. | 17.7                     | 190/4000       | 440/ 1400-2800 | Mercedes-Benz R 300 CDI W251                            | 2009-13            |
| OM642DE30LA red. | 17.7                     | 190/4000       | 440/ 1400-2800 | Mercedes-Benz ML 280 CDI W164                           | 2005-09            |
| OM642DE30LA red. | 17.7                     | 190/4000       | 440/ 1400-2800 | Mercedes-Benz ML 300 CDI W164                           | 2009-10            |
| OM642DE30LA red. | 17.7                     | 190/4000       | 440/ 1600-2600 | Mercedes-Benz Sprinter 219/319/419/519 CDI W906         | 2009-18            |
| OM642DE30LA red. | 17.7                     | 190/4000       | 440/ 1400-2400 | Mercedes-Benz Sprinter 219/319/419/519 CDI W907         | dal 2018           |
| OM642DE30LA red. | 15.5                     | 204/3800       | 500/ 1400-2400 | Mercedes-Benz E 300 CDI BlueEFFICIENCY W212             | 01/2010-07/2010    |
| OM642DE30LA red. | 15.5                     | 204/3800       | 500/ 1400-2400 | Mercedes-Benz ML 300 CDI W164                           | 2010-11            |
| OM642DE30LA red. | 15.5                     | 204/3800       | 500/ 1400-2400 | Mercedes-Benz Viano/Vito 3.0 CDI W639                   | 2006-10            |
| OM642DE30LA      | 16.5                     | 211/3400       | 540/ 1600-2400 | Mercedes-Benz E 300 CDI W211                            | 2006-09            |
| OM642DE30LA      | 16.5                     | 211/3400       | 540/ 1600-2400 | Mercedes-Benz E 350 CDI BlueTEC W212                    | 09/2009-02/2013    |
| OM642DE30LA      | 16.5                     | 211/3400       | 540/ 1600-2400 | Mercedes-Benz R 350 CDI BlueTEC W251                    | 2009-13            |
| OM642DE30LA      | 16.5                     | 211/3400       | 540/ 1600-2400 | Mercedes-Benz ML 350 CDI BlueTEC W164                   | 2009-11            |
| OM642DE30LA      | 16.5                     | 211/3400       | 540/ 1600-2400 | Mercedes-Benz G 350 BlueTEC W463                        | 2010-15            |
| OM642DE30LA      | 16.5                     | 211/3400       | 540/ 1600-2400 | Mercedes-Benz GL 350 CDI BlueTEC X164                   | 2009-12            |
| OM642DE30LA      | 18                       | 218/4000       | 510/ 1600-2800 | Chrysler 300C 3.0 V6 CRD                                | 2006-11            |
| OM642DE30LA      | 18                       | 218/4000       | 510/ 1600-2800 | Jeep Grand Cherokee 3.0 CRD                             | 2005-11            |
| OM642DE30LA      | 18                       | 218/4000       | 510/ 1600-2800 | Jeep Commander 3.0 CRD                                  | 2006-11            |
| OM642DE30LA      | 18                       | 224/3800       | 415/ 1400-3800 | Mercedes-Benz C 320 CDI W203                            | 2005-07            |
| OM642DE30LA      | 18                       | 224/3800       | 415/ 1400-3800 | Mercedes-Benz CLK 320 CDI C209                          | 2005-09            |
| OM642DE30LA      | 18                       | 224/3800       | 415/ 1400-3800 | Mercedes-Benz CLK 320 CDI A209                          | 2005-10            |
| OM642DE30LA      | 17.7                     | 224/3800       | 510/ 1600-2800 | Mercedes-Benz C 320 CDI W204                            | 2007-09            |
| OM642DE30LA      | 17.7                     | 224/3800       | 510/ 1600-2800 | Mercedes-Benz E 320 CDI W211                            | 2006-09            |
| OM642DE30LA      | 17.7                     | 224/3800       | 510/ 1600-2800 | Mercedes-Benz CLS 320 CDI C219                          | 2005-09            |
| OM642DE30LA      | 17.7                     | 224/3800       | 510/ 1600-2800 | Mercedes-Benz CLS 350 CDI C219                          | 2009-10            |
| OM642DE30LA      | 17.7                     | 224/3800       | 510/ 1600-2800 | Mercedes-Benz R 320 CDI W251                            | 2006-09            |
| OM642DE30LA      | 17.7                     | 224/3800       | 510/ 1600-2800 | Mercedes-Benz R 350 CDI W251                            | 2009-10            |
| OM642DE30LA      | 17.7                     | 224/3800       | 510/ 1600-2800 | Mercedes-Benz GLK 320 CDIX204                           | 2008-09            |
| OM642DE30LA      | 17.7                     | 224/3800       | 510/ 1600-2800 | Mercedes-Benz ML 320 CDI W164                           | 2005-09            |
| OM642DE30LA      | 17.7                     | 224/3800       | 510/ 1600-2800 | Mercedes-Benz ML 350 CDI W164                           | 2009-11            |
| OM642DE30LA      | 17.7                     | 224/3800       | 510/ 1600-2800 | Mercedes-Benz G 320 CDI W463                            | 2006-09            |
| OM642DE30LA      | 17.7                     | 224/3800       | 510/ 1600-2800 | Mercedes-Benz G 320 CDI W463                            | 2009-10            |
| OM642DE30LA      | 17.7                     | 224/3800       | 510/ 1600-2800 | Mercedes-Benz GL 320 CDI X164                           | 2006-09            |
| OM642DE30LA      | 17.7                     | 224/3800       | 510/ 1600-2800 | Mercedes-Benz GL 350 CDI X164                           | 2009-10            |
| OM642DE30LA      | 15.5                     | 231/3800       | 540/ 1600-2400 | Mercedes-Benz E 300 CDI BlueEFFICIENCY W212             | 07/2010-02/2013    |
| OM642DE30LA      | 15.5                     | 231/3800       | 540/ 1600-2400 | Mercedes-Benz E 350 CDI BlueEfficiency W212             | 03/2009-07/2010    |
| OM642DE30LA      | 15.5                     | 231/3800       | 540/ 1600-2400 | Mercedes-Benz E 300 BlueTEC W212                        | 03/2013-07/2016    |
| OM642DE30LA      | 15.5                     | 231/3800       | 540/ 1600-2400 | Mercedes-Benz E 350 CDI Coupé e Cabriolet C207/A207     | 05/2009-04/2011    |
| OM642DE30LA      | 15.5                     | 231/3800       | 540/ 1600-2400 | Mercedes-Benz ML 350 CDI W164                           | 2010-11            |
| OM642DE30LA      | 15.5                     | 231/3800       | 540/ 1600-2400 | Mercedes-Benz C 350 CDI W204                            | 2009-11            |
| OM642DE30LA      | 15.5                     | 231/3800       | 540/ 1600-2400 | Mercedes-Benz C 300 CDI 4MATIC W204                     | 2011-14            |
| OM642DE30LA      | 15.5                     | 231/3800       | 540/ 1600-2400 | Mercedes-Benz GLK 350 CDI X204                          | 2010-12            |
| OM642LSDE30LA    | 17.7                     | 235/3600       | 540/ 1600-2400 | Mercedes-Benz S 320 CDI W221                            | 2006-08            |
| OM642LSDE30LA    | 17.7                     | 235/3600       | 540/ 1600-2400 | Mercedes-Benz S 320 CDI BlueEfficiency W221             | 2008-09            |
| OM642LSDE30LA    | 17.7                     | 235/3600       | 540/ 1600-2400 | Mercedes-Benz S 350 CDI BlueEfficiency W221             | 2009-10            |
| OM642LSDE30LA    | 15.5                     | 245/3600       | 600/ 1600-2400 | Mercedes-Benz G 350 d                                   | 06/2015-12/2017    |
| OM642LSDE30LA    | 15.5                     | 252/3600       | 620/ 1600-2400 | Mercedes-Benz E 350 BlueTEC W212                        | 03/2013-08/2014    |
| OM642LSDE30LA    | 15.5                     | 252/3600       | 620/ 1600-2400 | Mercedes-Benz E 350 BlueTEC Coupé e Cabriolet C207/A207 | 05/2013-08/2014    |
| OM642LSDE30LA    | 15.5                     | 252/3600       | 620/ 1600-2400 | Mercedes-Benz CLS 350 BlueTEC C218                      | 02/2013-08/2014    |
| OM642LSDE30LA    | 15.5                     | 252/3600       | 620/ 1600-2400 | Mercedes-Benz CLS 350 BlueTEC 4MATIC C218               | 02/2013-01/2018    |
| OM642LSDE30LA    | 15.5                     | 258/3400       | 550/ 1400-3200 | Mercedes-Benz X 350 d W470                              | 07/2018-05/2020    |
| OM642LSDE30LA    | 15.5                     | 258/3600       | 620/ 1400-2400 | Mercedes-Benz E 350 BlueTEC W212                        | 09/2014-07/2016    |
| OM642LSDE30LA    | 15.5                     | 258/3600       | 620/ 1400-2400 | Mercedes-Benz E 350 BlueTEC Coupé / Cabriolet W207      | 09/2014-09/2017    |
| OM642LSDE30LA    | 15.5                     | 258/3600       | 620/ 1400-2400 | Mercedes-Benz E 350 d W213                              | 02/2016-04/2018    |
| OM642LSDE30LA    | 15.5                     | 258/3600       | 620/ 1400-2400 | Mercedes-Benz E 350 d Coupé / E 350 d Cabriolet         | 11/2017-04/2018    |
| OM642LSDE30LA    | 15.5                     | 258/3600       | 620/ 1400-2400 | Mercedes-Benz CLS 350 BlueTEC C218                      | 09/2014-01/2018    |
| OM642LSDE30LA    | 15.5                     | 258/3600       | 620/ 1400-2400 | Mercedes-Benz S 350 BlueTEC W221                        | 2010-13            |
| OM642LSDE30LA    | 15.5                     | 258/3600       | 620/ 1400-2400 | Mercedes-Benz S 350 BlueTEC W222                        | 06/2013-04/2017    |
| OM642LSDE30LA    | 15.5                     | 258/3600       | 620/ 1400-2400 | Mercedes-Benz GLC 350 d X253/C253                       | 11/2016-04/2019    |
| OM642LSDE30LA    | 15.5                     | 258/3600       | 620/ 1400-2400 | Mercedes-Benz ML 350 BlueTEC 4MATIC W166                | 11/2011-04/2015    |
| OM642LSDE30LA    | 15.5                     | 258/3600       | 620/ 1400-2400 | Mercedes-Benz GLE 350 d 4MATIC W166                     | 04/2015-10/2018    |
| OM642LSDE30LA    | 15.5                     | 258/3600       | 620/ 1400-2400 | Mercedes-Benz GLE 350 d Coupé 4MATIC C292               | 04/2015-11/2019    |
| OM642LSDE30LA    | 15.5                     | 258/3600       | 620/ 1400-2400 | Mercedes-Benz GL 350 BlueTEC X166                       | 10/2012-10/2015    |
| OM642LSDE30LA    | 15.5                     | 258/3600       | 620/ 1400-2400 | Mercedes-Benz GLS 350 d X166                            | 11/2015-04/2019    |
| OM642LSDE30LA    | 15.5                     | 265/3800       | 620/ 1600-2400 | Mercedes-Benz E 350 CDI BlueEFFICIENCY                  | 07/2010-02/2013    |
| OM642LSDE30LA    | 15.5                     | 265/3800       | 620/ 1600-2400 | Mercedes-Benz E 350 CDI Coupé e Cabriolet C207/A207     | 04/2011-04/2013    |
| OM642LSDE30LA    | 15.5                     | 265/3800       | 620/ 1600-2400 | Mercedes-Benz C 350 CDI W204                            | 2011-14            |
| OM642LSDE30LA    | 15.5                     | 265/3800       | 620/ 1600-2400 | Mercedes-Benz CLS 350 CDI C218                          | 11/2010-08/2014    |
| OM642LSDE30LA    | 15.5                     | 265/3800       | 620/ 1600-2400 | Mercedes-Benz CLS 350 CDI 4Matic C218                   | 11/2011-08/2014    |
| OM642LSDE30LA    | 15.5                     | 265/3800       | 620/ 1600-2400 | Mercedes-Benz R 350 CDI 4Matic                          | 2010-13            |
| OM642LSDE30LA    | 15.5                     | 265/3800       | 620/ 1600-2400 | Mercedes-Benz GLK 350 CDI 4MATIC                        | 06/2012-06/2015    |
| OM642LSDE30LA    | 15.5                     | 265/3800       | 620/ 1600-2400 | Mercedes-Benz GL 350 CDI BlueEfficiency X164            | 2010-12            |